# تاون‌شیپ (ایالات متحده آمریکا)
یک شهرک یا تاون‌شیپ (انگلیسی: Township) در ایالات متحده آمریکا یک ناحیه کوچک جغرافیایی است. این واژه به سه طریق استفاده می‌شود:
1. civil township: که زیرمجموعه‌ای از تقسیمات اداری محلی است.
2. charter township: مشابه مورد قبل، که فقط در ایالت میشیگان وجود دارد.
3. survey township: صرفاً یک مرجع مشخص‌شده‌ی جغرافیایی برای مقاصدی مانند تنظیم سند و نظایر آن است.